# Apollo-küldetéstípusok

Az Apollo-program jelvénye

Az Apollo-küldetéstípusok a Hold elérését célzó Apollo-program során alkalmazott, egymásra épülő expedíciósorozat egyes állomásai voltak, amelyeket műszaki és tudományos tartalmuk különböztetett meg egymástól. A NASA űrprogramjainak alapfilozófiája szerint a tapasztalatokat egymásra kell építeni és a bonyolultabb feladatokat csak akkor lehet megkísérelni, ha azok alapjait korábban már kikísérletezték más repüléseken. A Hold – űrhajósok általi – elérése minden idők legbonyolultabb tevékenységsorozata volt, ráadásul komolyabb előzetes tapasztalatok nélkül, ezért a NASA előre felállított egy küldetéstípusokból álló lépcsőzetes tervet, amelyet követve sikerült eljutni a Holdra.
A holdra szálláshoz elvezető repülés-sorozat felépítése többször változott (elsősorban az Apollo–1 katasztrófája miatt), mire egy betűrendbe szedett szigorú sorrend ki nem alakult. A program bonyolultsága ellenére a program során mindvégig követték ezt a lefektetett sémát, csak két repüléstípus marad ki, vagy alakult át az idők során, az elv tehát rendkívül sikeresnek bizonyult.

## Előzmények
Az Egyesült Államok 1961. május 25-én útjára indította az Apollo-programot a Szovjetunióval „vívott” űrversenybeli vesztes pozíciója megfordítására. John F. Kennedy elnök a bejelentéskor rendkívül rövid határidőt szabott meg a cél, egy sikeres holdra szállás teljesítésére. A NASA lényegi tapasztalatok híján volt még ekkoriban (egyetlen űrugrást teljesítettek a Mercury-programmal), ezért a Hold elérésére háromfelé osztotta az erőfeszítéseket:
- a Mercury-program folytatásával tapasztalatokat szerezni az űrrepülések műszaki és élettani hatásairól;
- egy új programmal – a Gemini-programmal – begyakorolni a holdutazás teljesítésének alapvető műveleteit;
- kimunkálni a legmegfelelőbb módot a Hold elérésére és megteremteni annak hardverét.

A két „felvezető” űrprogram nemcsak a Hold elérhetőségét igazolta (legalábbis műveleti oldalról), hanem az Apollo-program repüléseinek felépítésére is szolgáltatott szervezési tapasztalatot a NASA számára. 1966-ban az űrhivatal elkészítette az első repülési sorrendet, amelyben csak vázlatosan szerepelt a program felépítése: három repüléssel előbb berepülik az űrhajórendszert (a parancsnoki űrhajót, a holdkompot és a Saturn V-öt), majd a „szükséges számú” repüléssel elérik a Holdat – leszállás nélkül –, melyekkel szimulálják a leszálló műveleteket, egyben be is gyakorolva azokat, majd ezután következhet a leszállás. Ám mielőtt a repülési terv különösebben részletesebb kidolgozására sor került volna, bekövetkezett az Apollo–1 katasztrófája, előbb elhalasztva, majd annullálva minden további tervet.
A NASA az Apollo–1 balesetének – akár az egész program törlését is eredményezhető – kivizsgálását követően 1967 késő nyarán ve(he)tte elő újra a terveket, ekkor azonban teljesen részletes menetrendet hagyott jóvá. A tervezők 1967. szeptember 20-án terjesztették elő a tervet a NASA vezetése felé.
A terv lényege egyfajta lépésről lépésre filozófia volt, amely a Mercury- és a Gemini-program során a legmegfelelőbbnek bizonyult. Az egyes „lépéseket” betűjeles rendben mutatta a program. Eszerint a legegyszerűbb műveletekkel kellett kezdeni a folyamatot, majd úgy haladni a bonyolultabbak felé és csak akkor léphet tovább az egész program, ha az előző technikai (vagy más, pl. orvosi) szintet előzőleg sikerült teljesíteni. Szükség esetén annyiszor kellett ismételni egy-egy műveletet, amíg tökéletesen nem sikerült, csak ezután lehetett a következő műveletet teljesíteni (így pl. a mintául vett előző programok során az űrséta csak a legutolsó Gemini repülésen, ötödszörre sikerült tökéletesen). A terv a következőképpen épült fel:
- A – CSM próbarepülés automatikus üzemmódban (Saturn V)
- B – LM próbarepülés automatikus üzemmódban (Saturn IB)
- C – CSM próbarepülés személyzettel (Saturn IB)
- D – Kombinált CSM/LM próbarepülés személyzettel (Saturn V – alternatívaként szimultán Saturn IB indítások is igénybe vehetők)
- E – CSM/LM műveletek magas Föld körüli pályán
- F – Hold körüli keringés
- G – Holdra szállás
- H – Holdi leszállás(ok)
- I – Holdkutatás Hold körüli pályáról
- J – Holdi leszállások, javított hardverrel

A műveleti sorrend legnagyobb hibája az volt, hogy egyáltalán nem számolt a hardver rakéta-komponensével, ennek tökéletes működésével számolt már az első pillanattól, amely végül mégsem vált valóra.
A program későbbi előrehaladása során a kutatási program továbbfejlesztésére további koncepciók születtek, mintegy a J utáni küldetésekre. A következő fejlődési lépcső egy teher változatú holdkomp (a normál holdkompokkal megegyező kialakítású, ám azaz az űrhajósok létfenntartásához, valamint a holdi felszálláshoz szükséges berendezéseket nélkülöző, helyette az embereket szállító holdkomp készleteiből utánpótlást szállító űrhajó) felküldése lett volna, amellyel a holdfelszíni kutatási idő egy hétre is kiterjeszthető lett volna. Még további távlatokban több teherűrhajót szállítóeszközként felküldve, egy holdbázis létrehozása is felmerült lehetőségként. Az Apollo-program megkurtítását és leállítását követően azonban ezek a tervek nem kerültek kidolgozásra, a betűrend nem bővült tovább.

## A típusú küldetés

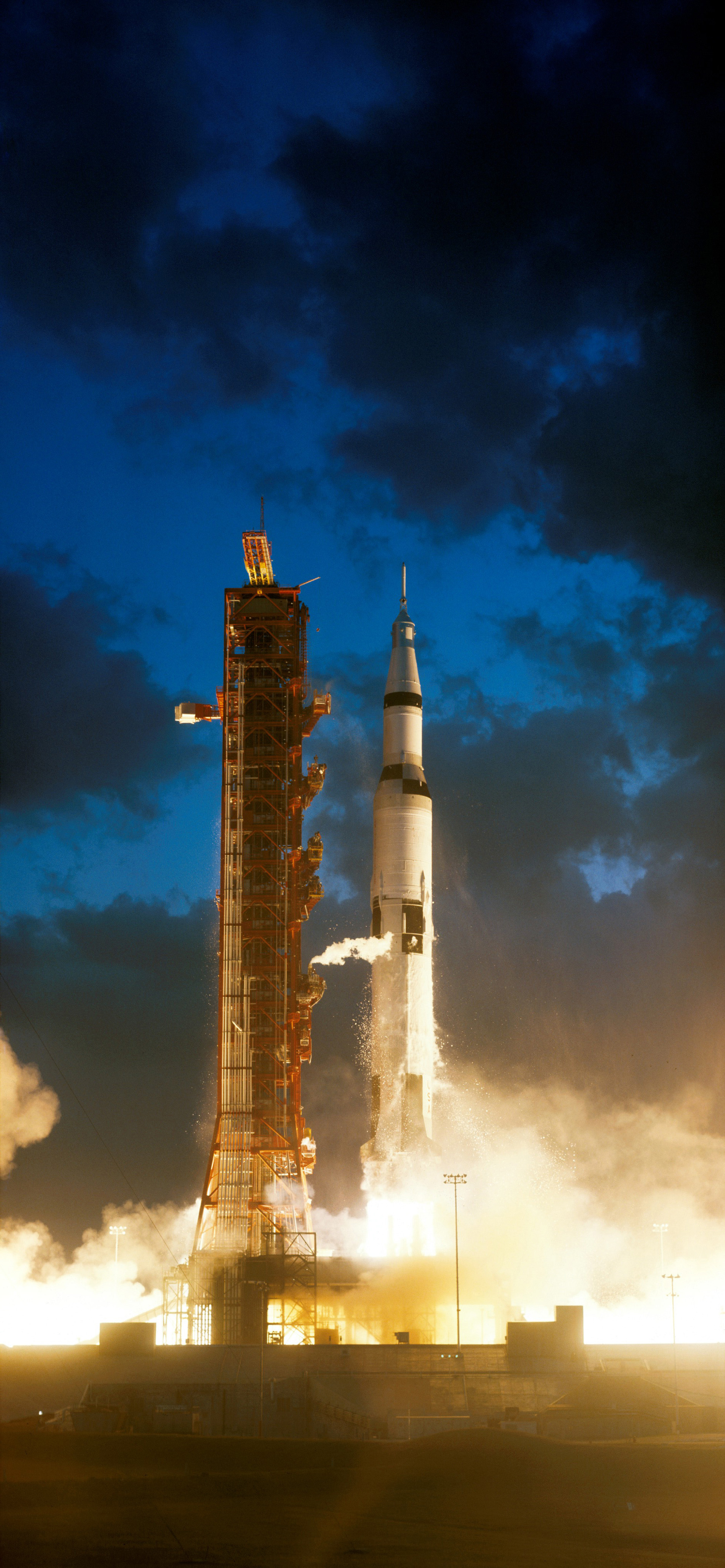
Az Apollo-hardver bemutatkozása

A parancsnoki űrhajó emberek nélküli próbája
A NASA új űrhajótípusait hagyományosan egy automata üzemmódban végrehajtott repüléssel tesztelte először, mielőtt űrhajósokkal is engedélyezte volna a felszállást, ezt a hagyományt folytatta az Apollo is. Ez egyfajta biztonsági intézkedés volt. Ezt a küldetést a Block I modifikációjú Apollo űrhajóval (egy csökkentett képességű, holdműveletekre alkalmatlan, Föld körüli pályán történő repülésre felkészített prototípussal) tervezte elvégezni az űrhivatal, annak ellenére, hogy az Apollo–1 katasztrófája nyomán ezt az alváltozatot törölték a programból. Ennek elsősorban gyártási okai voltak: az eredeti, 1966-os tervek szerinti repülésekhez már legyártották a Block I űrhajókat, viszont a tűzkatasztrófa után kizárólagosan alkalmazni kívánt Block II (azaz a teljes kiépítésű változat) modifikációból nem állt rendelkezésre elég példány. Az Apollo–1 katasztrófája miatt lerövidült idő miatt a tesztek felgyorsítása céljából az Apollo/Saturn rendszer teljes kiépítésű repültetése mellett döntöttek (normál esetben a rakétát fokozatonként tesztelték, míg az űrhajó egyes részegységeit is tesztelhették a véglegestől eltérő rakétával).
A típust végül két repülés is képviselte, az Apollo–4 és az Apollo–6. A NASA vezetése vezetése egy mielőbbi sikeres repüléssel akarta a politikai döntéshozók szemében enyhíteni az Apollo–1 negatív politikai hatását, ezért a lehető legkorábbra tűzte ki az Apollo–4, az első A típusú repülést. 1967. november 9-én Cape Kennedy-ről felbocsátották a Saturn V első repülőképes példányával (SA–501) a CSM–017 jelű Block I parancsnoki modult. A több második generációs (Block II) fejlesztéssel felszerelt űrhajóval letesztelték a szerkezet mechanikai ellenállóságát, a hőpajzs megfelelőségét és az SPS hajtómű teljesítményét (mindezek mellett a holdrakéta, valamint a földi kiszolgálás is vizsgázott. A teszt teljes sikerrel zárult.
A sikeres A repülés (és a szintén sikeres B repülés) után megmutatkozott a repülési ütemterv hibája – a hordozóeszköz kihagyása a tervből –, a NASA kevésnek ítélve a Saturn V egyszeri repülését, egy második holdrakéta tesztutat (lényegében egy második A repülést) kényszerült beiktatni, mielőtt emberrel az űrhajóban engedett volna felszállni egy Saturn V-öt. Elsősorban a Saturn V kiszolgáló személyzetének kellett a gyakorlás, ám egy teljes értékű Apollo űrhajót (a CSM–020 jelű, az első próbán alkalmazotthoz hasonló, Block II fejlesztésekkel javított Block I űrhajót) építettek a rakétára, amellyel el kívánták ismételni az Apollo–4 tesztjeit, további repülési adatok reményében. Szerencsétlen módon azonban az Apollo–6 sikertelen repülés maradt: a Saturn V első fokozatának F–1 hajtóműveiben végbemenő nyomásváltozások megengedhetetlen oszcillációt okoztak, majd az S–II fokozat öt J–2 hajtóműve közül kettő idő előtt leállt, míg végül a pontatlan pályára állás után az S–IVB hajtóművének újraindítási kísérlete is kudarcot vallott. Furcsa módon azonban a Saturn V kudarca teljesítette ki az Apollo űrhajó sikeres működését. Az S-IVB hajtóműhibája miatt az űrhajó főhajtóművével kellett korrigálni a Föld körüli pályát, amely 442 másodperces gyorsító manőverrel teljesítette egy holdexpedíció során felmerülő követelményt. A próba az A típus követelményeinek (az Apollo CSM kielégítő működésének) megfelelt, azonban a hordozóeszközzel szemben komoly kételyeket támasztott.

## B típusú küldetés
A holdkomp emberek nélküli próbája

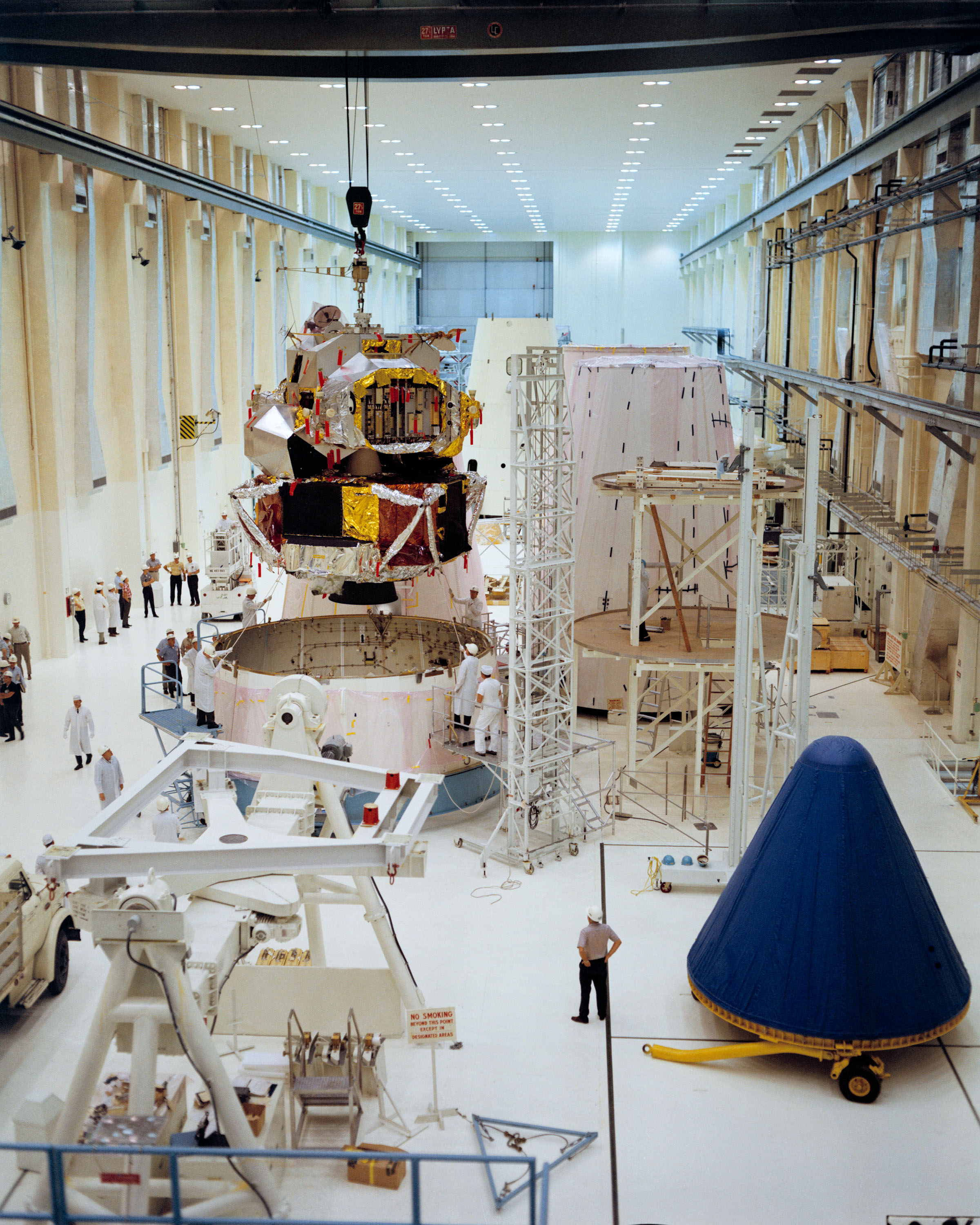
Az első holdkompot készítik fel a B típusú repülésre

Az egész űrhajórendszer legbonyolultabb fejlesztése a holdkomp létrehozása volt. Tekintettel, hogy ennek az eszköznek semmiféle technikai előzménye nem volt a korábbi programokban, a legkörültekintőbb tesztekre ennél volt szükség, ezért került a programba egy csak külön a holdkomp automatikus berepülését célzó repülés (és ezért nem elégedtek meg egy kombinált CSM/LM teszttel a NASA-nál).
A holdkomp fejlesztésének elhúzódása és a berepülés kielégítő teljesítménye miatt elegendő volt egyetlen próba, az Apollo–5. A holdkomp próbaútjára 1968. január 22-én került sor. Egy Saturn IB rakétával egy sok tekintetben befejezetlen, még a prototípus előtti állapotban levő holdkomp példány (az LM–1) startolt (a holdkomp tervezésének bonyolult volta miatt – az akkori megítéléshez képest – hatalmas késéssel érkezett Cape Canaveralre a még mindig túlsúlyos, holdrepülésre tehát még alkalmatlan, több rendszerében még működésképtelen, leszállótalpak nélküli tesztpéldány, ezt juttatták fel a próbarepülésre). Az Apollo–5 lényegében hajtóműteszt lett, a holdkomp új fejlesztésű leszálló és felszálló hajtóművét, a leszállóegység két fő részegységét leválasztó rendszer működését és a kormányhajtóművek megfelelőségét sikerült letesztelni. A teszt nem hozott teljes sikert, az első kísérlet, a leszálló hajtómű beindítása során probléma lépett fel, ami miatt a mérnököknek egy alternatív tesztprogramot kellett a továbbiakban futtatni. Ez utóbbi sikeres lett, így végül a próbarepülést sikeresnek minősíthette a NASA.

## C típusú küldetés

Az Apollo űrhajó első útja űrhajósokkal a fedélzetén, teljes sikert hozott

A parancsnoki űrhajó emberekkel történő próbaútja Föld körüli pályán
Az automatikus üzemmódú próbautak nem teszik lehetővé minden egyes rendszer tesztelését, ezért a minden részletre kiterjedő, teljes berepülést emberi irányítással készült a NASA végrehajtani a következő lépcsőfokot képviselő C repülésen. Az eredetileg két lépcsős berepülési program lépcsőit (előbb a Block I, majd később a Block II változat repüléseit) az 1967-es tervben összevonták és kizárólag egy változat, a Block II – azaz lényegében a végleges változatú holdűrhajó – berepülésével számoltak a továbbiakban. Az űrhajótípus első éles útja Föld körüli pályára vezethetett, a berepüléshez nem kellett a Holdhoz eljutni, a tesztekhez mindössze űrbeli körülmények szükségeltettek, a Hold közelsége nem volt feltétel.
A küldetéstípus céljait mindössze egyetlen tökéletes repüléssel, az Apollo–7-tel sikerült teljesíteni. A NASA egy tíznapos berepülési programot állított össze, amellyel az Apollo–1 katasztrófája kivizsgálásának ajánlásai alapján számos helyen átalakított, továbbfejlesztett Block II űrhajót három űrhajós letesztelhette. A különlegesen alapos minőség-ellenőrzésen átesett CSM–101 parancsnoki modullal Wally Schirra parancsnok, Donn Eisele, a parancsnoki modul pilótája és Walt Cunningham holdkomppilóta indult az űrbe 1968. október 11-én egy Saturn IB rakétával. A tesztek során a legénység szimulált űrrandevút végzett a kiürült S–IVB fokozattal (a későbbi expedíciók holdkomppal való összekapcsolódásának lehetőségeit kutatva), majd az űrhajó főhajtóművének (mint az egész hardver és LOR koncepció kulcsfontosságú elemének) többszöri tesztjét végezték el. Emellett sor került minden alrendszer tesztjére is (csak néhány a fontosabbak közül: az űrrepülésekhez először alkalmazott üzemanyagcella, a létfenntartó rendszer, vagy akár a vizeletürítő rendszer). A küldetés 1968. október 22-én ért véget és az űrhivatal teljes sikernek nyilvánította.

## D típusú küldetés

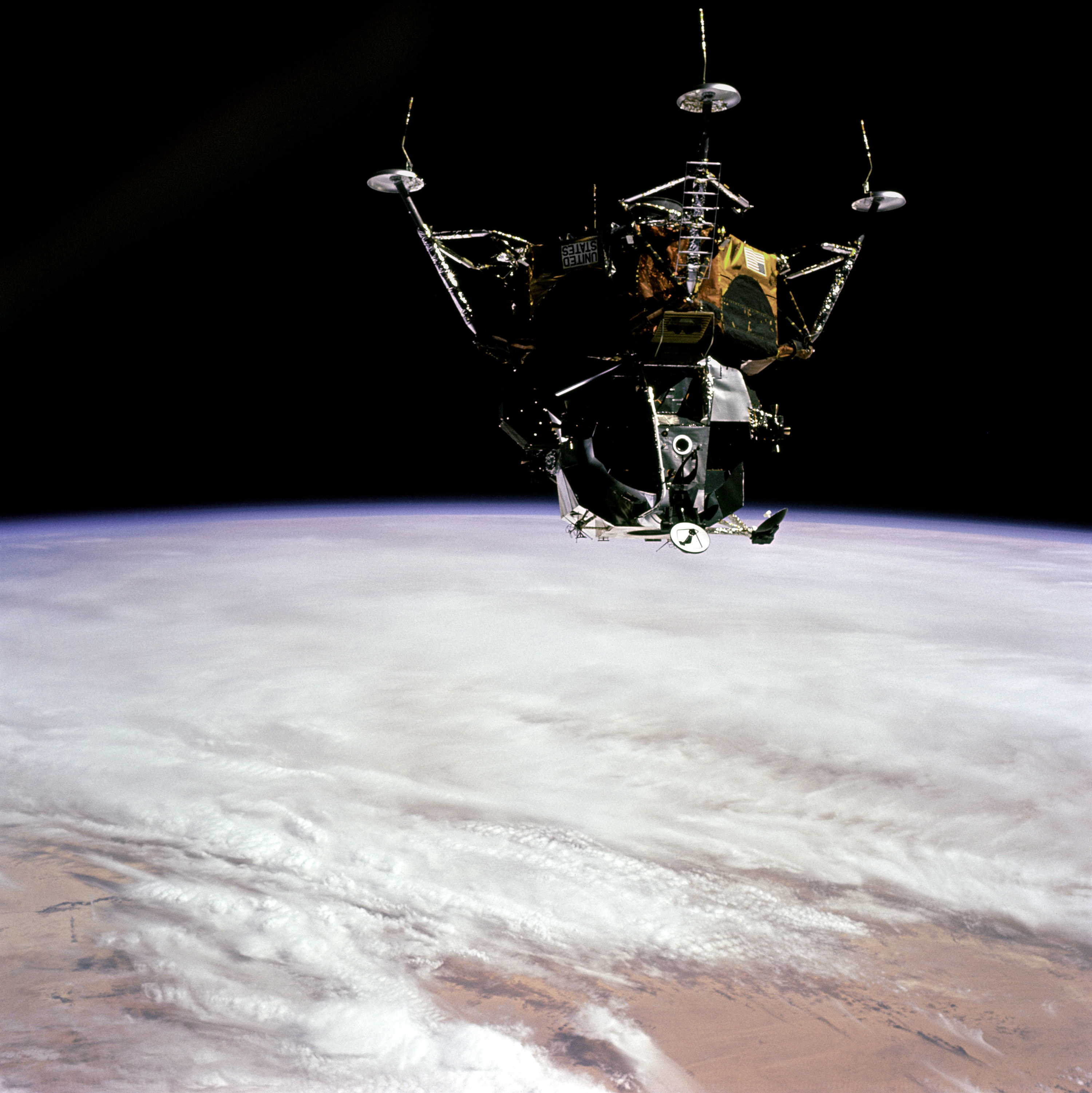
A holdkomp berepülése

A holdkomp – és ezzel egyúttal az egész űrhajórendszer – próbája Föld körüli pályán
Ahogy a parancsnoki űrhajónál, úgy a holdkompnál is szükség volt egy minden rendszerre kiterjedő, emberek által végzett rendszertesztre, egyben ez lett volna a legelső repülés, amelyben a holdra szállás hardverének minden egyes komponense integráns egészként repülhetett. A teszthez itt sem volt szükség holdi körülményekre, így Föld körüli pályára tervezték felbocsátani a teljes Apollo űrhajórendszert. Bár a teszt kombinált CSM/LM repülést és próbákat írt elő, mégis inkább a holdkomp végső berepülésére koncentrált. A repüléshez (a teljes kiépítettség elérése érdekében) Saturn V igénybevételét tervezték, ám annak esetleges problémájával számolva egy B–terv két szimultán Saturn IB startját is számításba vette.
Ezt a típust is sikerült egyetlen repüléssel, az Apollo–9-cel teljesíteni. Eredetileg az Apollo–8 repülhette volna a D küldetést, ám a holdkomp elkészültének csúszása és egy különleges holdrepülés beiktatása miatt egy repülést csúszott a teljes űrhajórendszer berepülése, így 1969. március 3–13. között került sor a repülésre. Legénységként Jim McDivitt parancsnok, Dave Scott, a parancsnoki modul pilótája és Rusty Schweickart holdkomppilóta került kiválasztásra, lévén ők voltak az űrhajó gyártóhelyére kihelyezett és a tervezés/gyártás folyamatában végig részt vevő űrhajósok és mint ilyenek, ők ismerték a legjobban a berepülendő holdkompot. A repülés teljes sikert hozott. Schweickartnak sikerült maradéktalanul letesztelnie az új fejlesztésű holdszkafandert, majd hosszas tesztekben igazolták az űrhajósok a holdkomp tökéletes használhatóságát. Többször kapcsolták össze és szét az anyaűrhajót és a leszállóegységet, majd utóbbinak mindkét főhajtóművét tesztelték (a próbák között szerepelt „holdi konfiguráció” és vészhelyzeti gyakorlat egyaránt, előbbiben szimulálták a holdi leszállás fékezőmanőverét, majd a holdi felszállást is, utóbbiban pedig a parancsnoki hajóval összekapcsolva gyorsították az űrszerelvényt, mintha meghibásodott volna az SPS hajtómű). Az Apollo–9 próbáinak eredményei (kiegészülve az Apollo–7 és –8 eredményeivel igazolták a hardver és a koncepció megfelelőségét a holdra szálláshoz).

## E típusú küldetés

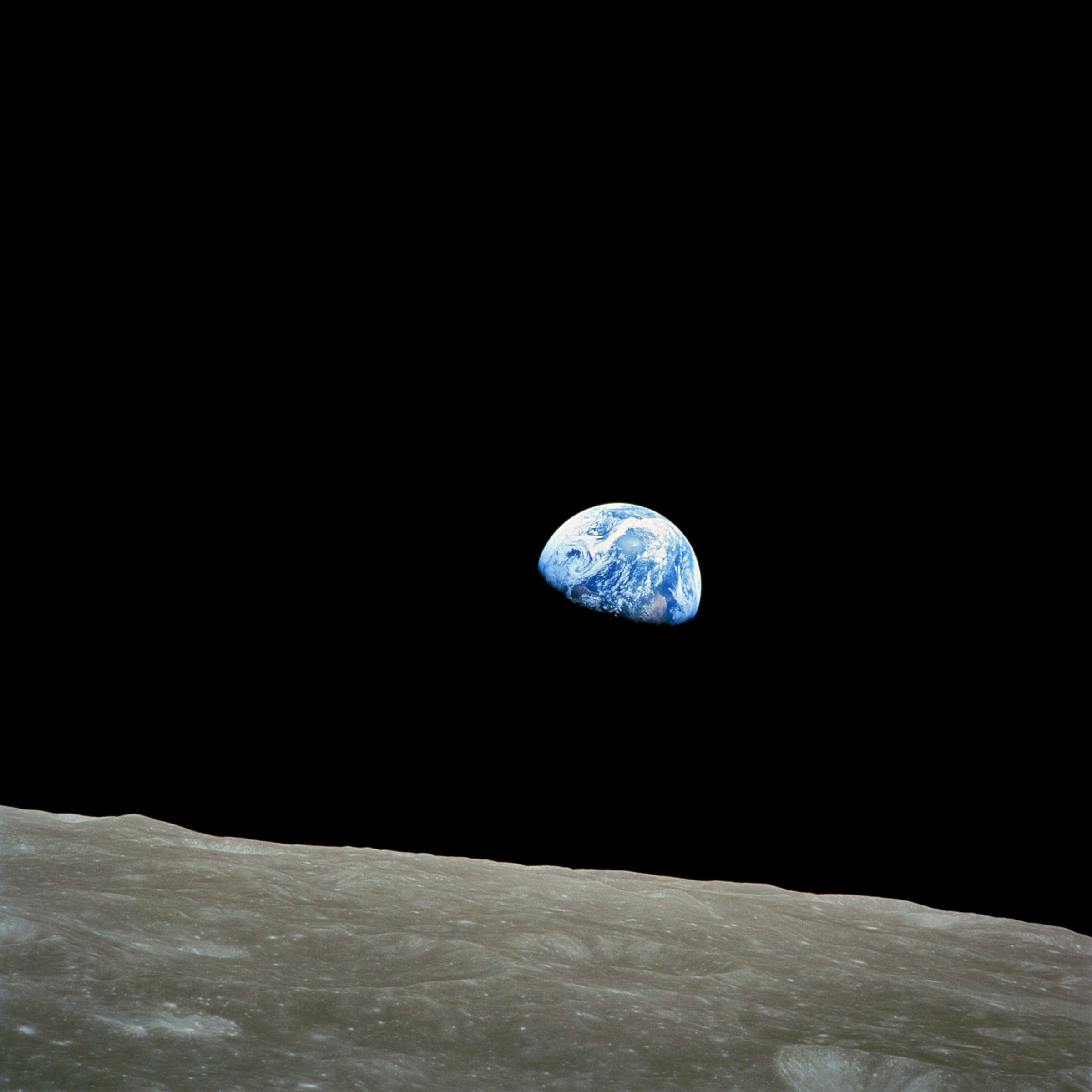
Az első expedíció, amely elérte a Holdat, az Apollo–8 volt

Nagy sebességű visszatérési teszt, egyben a parancsnoki modul hőpajzsának próbája
A hardver tesztje után még nem kívánta a NASA a Holdhoz küldeni űrhajóit, mivel volt még egy művelet, amely kulcsfontosságú volt a holdutazás előtt: a visszatérés a Föld légkörébe. A Föld körüli pályán keringő űrhajóknál elegendő egy rövid fékezés és az űreszköz elveszti a keringéshez szükséges sebességét és visszasüllyed az atmoszférába, amely tovább fékezi és végül földet ér, ám a Holdtól érkező jármű sebessége jóval meghaladja az első kozmikus sebességet, így magától nem tud a felszínre érni. A Földet egy meghatározott, szűk belépőfolyosón át lehet elérni, egy mindössze két fokos szögben nyíló „résen” át lehet az űrhajót átvezetni a légkörön. Az extrém, közel 40 000 km/h-t elérő sebesség felemésztése óriási hőterhelést ró a hőpajzsra (ha nem sikerülne eltalálni a belépő folyosót, két alapvető eset létezik: túl meredek belépés esetén túl nagy lassulási erők lépnek fel a sűrűbb légrétegekben, amely darabokra töri az űrhajót, túl lapos szög mellett pedig a kabin lepattan az atmoszféráról, mint a vízen kacsázó kavics és az űrhajósok sosem térnek haza). Ezt a kockázatos manővert tervezte a NASA úgy letesztelni, hogy felküldött volna egy űrhajót, a Föld körüli pálya földtávolpontját 6400 km-re emelték volna és ebből a rekordot jelentő távolságból úgy irányították volna haza az űrhajót, hogy közben az SPS hajtómű folyamatos működtetésével a holdi visszatérés sebességére gyorsították volna, kipróbálva a szűk folyosó eléréséhez szükséges navigációt is.
Az eredeti tervek szerinti teszt lényegében elmaradt, helyette az Apollo–8-cal egy teljesen más expedíciót repült a NASA, amely mellesleg teljesítette az eredeti E típusú repülés céljait is – bár lényegében teljesen okafogyottan –. A CIA által szerzett információk szerint komoly esély volt rá, hogy a szovjetek megelőzhetik a Holdnál az amerikaiakat, ezért ezt megelőzendő, a NASA eltért a terveitől és a lehető leghamarabb egy űrhajót küldött, amellyel elsőként érhették el emberek a Holdat. Ezért előrehozták az E repülést a D elé és teljesen átalakították annak céljait – 6400 km magasság helyett elérték a Holdat –, majd a visszaúton valóban kipróbálták a holdi visszatérést, igaz élesben. Az űrhajó végig tökéletes teljesítményt nyújtott, a holdra szállás elől műveleti oldalról minden akadály elhárult. Egyben mivel a Hold eléréséhez szükség volt a Saturn V-re, a holdrakéta balul sikerült tesztútja után ez volt a következő lehetőség a hibák kijavításának kipróbálására. Az Apollo–8 SA-503-as jelű hordozóeszköze – bár a káros oszcillációt nem sikerült tökéletesen kiküszöbölni – ezúttal a tűréshatáron belül, kielégítő módon teljesítette feladatát.

## F típusú küldetés
A Hold elérése, leszállás nélkül

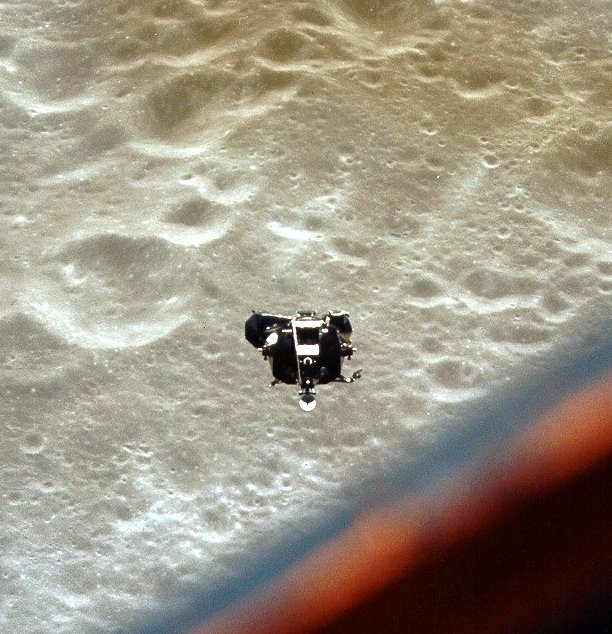
„Jelmezes főpróba”: A Snoopy holdkomp a Hold felszíne felett

Az űrhajórendszer berepülése, a hordozóeszköz és az űrhajók megfelelőségének igazolása után a Hold körüli műveletek teljesíthetőségének bizonyítását tűzte ki következő célul a NASA. Mivel az amerikai űrhivatalnak csak nagyon korlátozott tudás állt a rendelkezésére a Hold körüli manővereket illetően és az egész holdra szállási koncepció a Hold körül végzett randevún (és az ahhoz szükséges precízen végrehajtott műveleteken) múlt, ezért ezekből a tényleges leszállást megelőzően helyszíni tapasztalatokra volt szükség. A tervezők szerint szükség volt a holdkomp teljesítményének éles körülmények közötti tesztelésére, egy szimulált leszállás teljesítésére. Ebben a próbában a terv szerint a holdkomp a legalacsonyabb biztonságos magasságig – 15 000 méterig – ereszkedik a felszín fölé (majd ezen a magasságon megszakítják a leszállást, kipróbálva ezt a biztonsági műveletet is), közben értékes hajtómű-adatokhoz juthat az irányítás. Másodlagos célként pedig a lehetséges leszállóhelyek fénykép-felderítését fogalmazta meg a NASA, tekintve, hogy a korábbi űrszondás felderítésből nem sikerült megnyugtatóan részletes, elegendő felbontású felszínábrázolást szerezni.
Bár a szovjetekkel vívott verseny miatt komolyan szóba került az F küldetés kihagyása, ám mivel nem sikerült idejében megfelelő tömegű holdkompot legyártani, ezért a NASA mégis a biztonság, az F küldetés eredeti tervek szerinti teljesítése mellett döntött. Az SA–505 jelű Saturn V 1969. május 18-án indította útjára a második holdrepülést, az Apollo–10-et. A CSM-106 jelű, Charlie Brown hívójelű parancsnoki űrhajóval és az LM-4 jelű, Snoopy hívójelű holdkomppal Tom Stafford parancsnok, John Young, a parancsnoki modul pilótája és Gene Cernan indult a tesztútra. Az expedíció rendben elérte a Holdat, ott az űrhajósok pályára álltak az égitest körül, majd a két űrhajó elvált egymástól és a holdkomppal a legénység sikeres leszállásimitációt végzett (a tervben szereplő 15 000 méteres biztonsági határig), teljesítve az elsődleges célkitűzést. Emellett – a másodlagos célt is teljesítve – számos fényképet készítettek a lehetséges leszállóhelyekről. Végül ezen fényképek alapján választották ki az Apollo–11 későbbi tényleges leszállóhelyét a Mare Tranquillitatis-on.

## G típusú küldetés
A holdra szállás

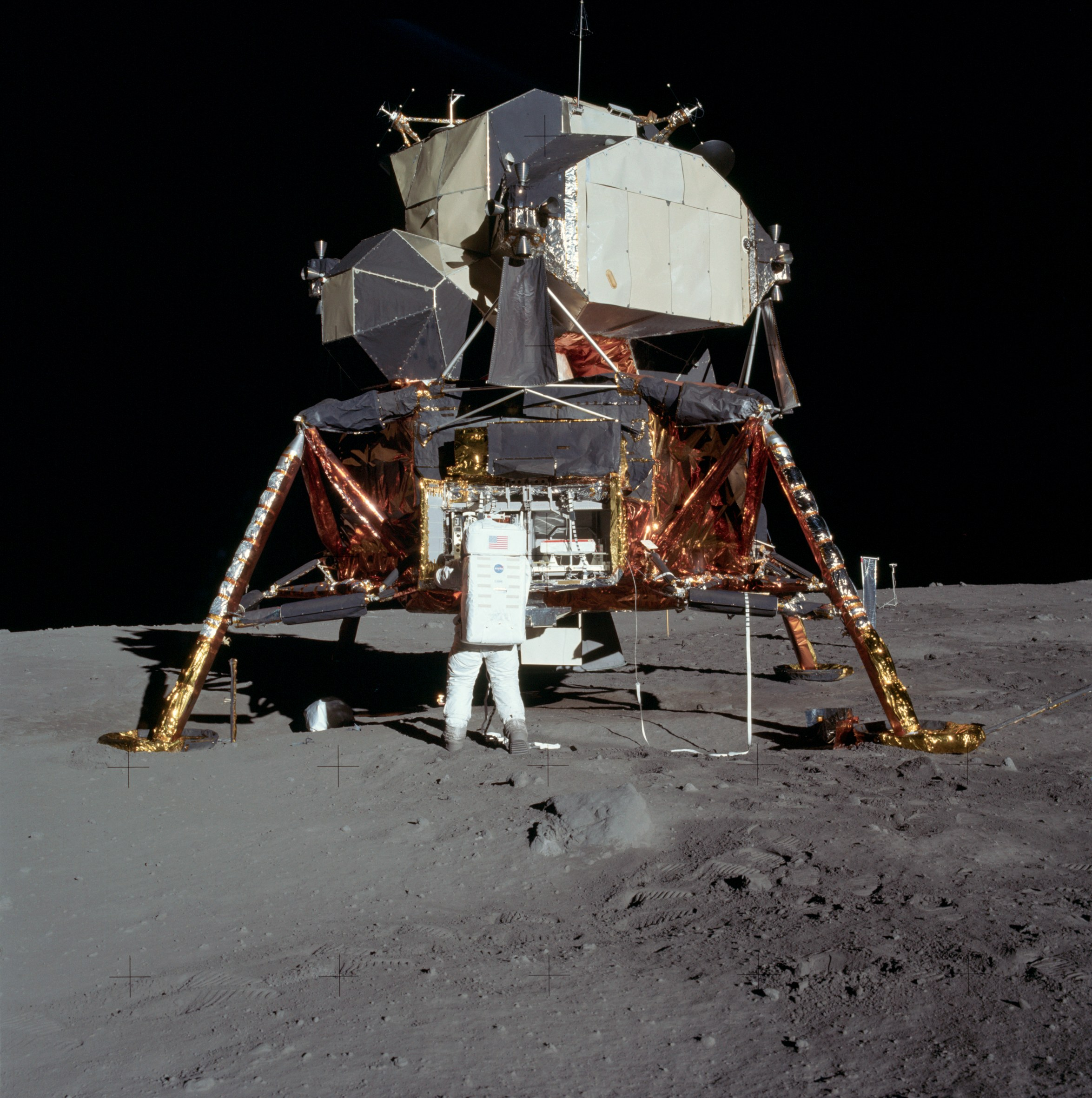
Az Apollo–11 Eagle nevű holdkompja és Buzz Aldrin a holdfelszínen

Miután az eszközök és a műveletek kipróbálása sikeresen lezárult, sor kerülhetett a terv szerint a holdi leszállás megkísérlésére. A G típusú küldetésnek mindössze a leszállás, majd ezt követően egy rövid holdséta végrehajtása volt a célja, azaz a képesség bizonyítása. Tudományos kutatások, komolyabb műveletek a holdfelszínen nem voltak a kívánalmak között.
A terv – és vele a program – a hetedik lépcsőfokán érte el a célkitűzést, a holdra szállást. Az Apollo–11 legénysége, Neil Armstrong parancsnok, Michael Collins, a parancsnoki modul pilótája és Edwin Aldrin holdkomppilóta 1969. július 16-án startolt Cape Canaveralről az első holdra szállási kísérletet végrehajtani. 1969. július 20-án az Eagle holdkomppal Armstong és Aldrin sikeres leszállást mutatott be a Mare Tranquillitatis egy előre meghatározott pontján. Az űrhajósok által tréfásan Tranquillity Base (Nyugalom Támaszpont) néven említett leszállóhelyet később ennek a névnek latin megfelelőjén, Statio Tranquillitatis néven hivatalos holdrajzi pontként jegyezte be a Nemzetközi Csillagászati Unió. Az űrhajósok közel 21 órát töltöttek a Hold felszínén és egyetlen – 2 óra 41 perces – holdsétát tettek, több száz fényképet készítve és 21 kg-nyi holdkőzetet gyűjtve. Az Apollo–11 1969. július 24-én tért vissza a Földre. A küldetés sikerével az egész Apollo–program fő célkitűzése valóra vált.

## H típusú küldetés

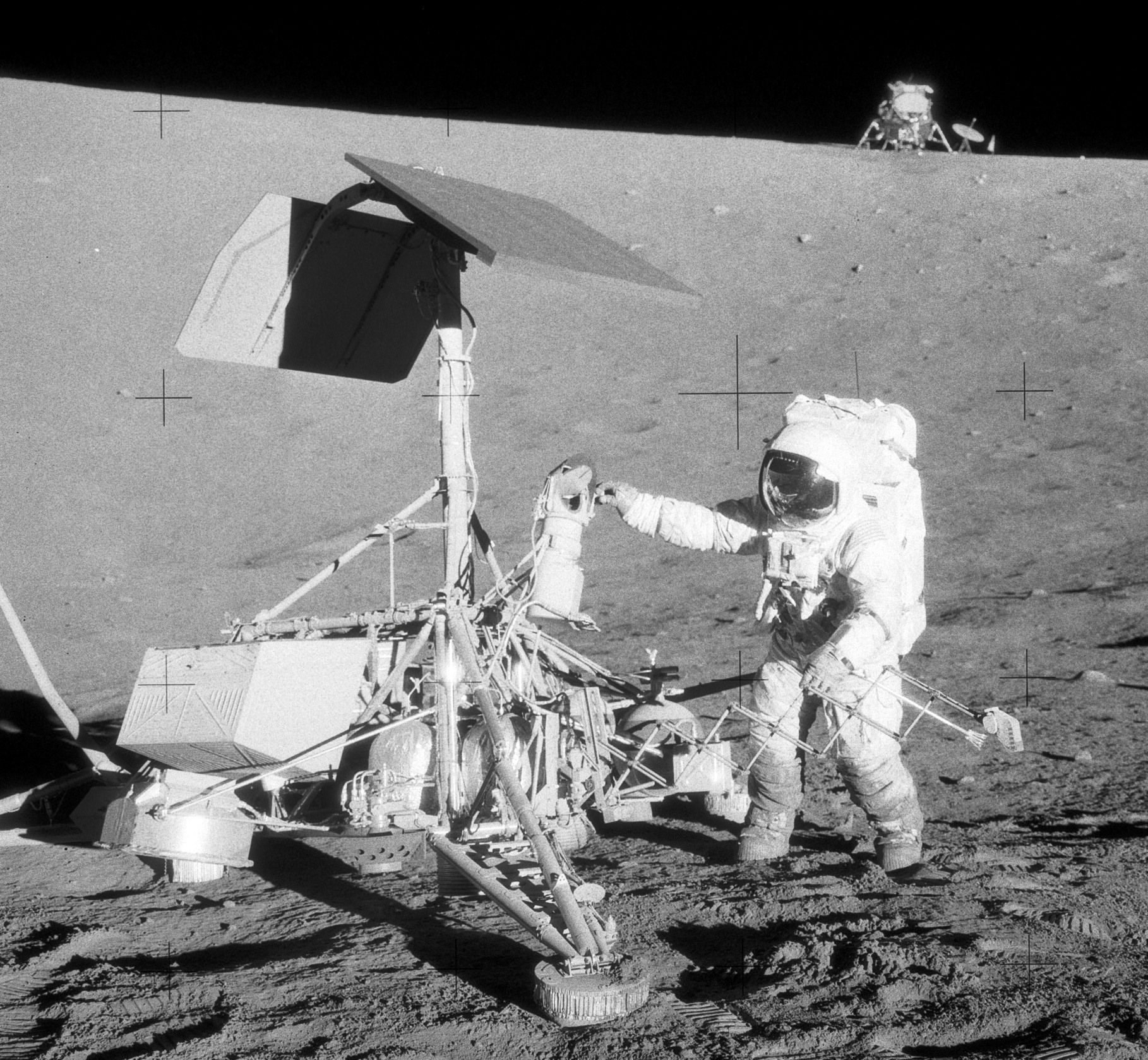
Az Apollo–12 egy 31 hónappal korábban felküldött szonda mellett szállt le

Bővített idejű, tudományos célú leszállás a Holdon két gyalogos holdsétával
Az első holdra szállást követően a tervek szerint nem állhatott meg a program, a képesség megszerzését követően a Hold tudományos kutatása vált a fő célkitűzéssé. Ennek érdekében (és a legyártott hardverek ismeretében) öt bővített idejű, tudományos célú leszállást tűzött ki célul a NASA. Armstrongék 21 órás holdfelszíni tartózkodását 30-32 órára, míg az egyetlen két és fél órás űrhajón kívüli kutatóutat két, egyenként 3,5–4 órás holdsétára tervezték bővíteni úgy, hogy több mérőműszert is akartak felküldeni a Holdra. A típus fő jellegzetessége a gyalogosan végrehajtott űrséta volt. Azonban még ezek a repülések is némi fokozatos fejlődési pályát jelöltek ki, azaz az adott küldetéstípuson belül további altípusok voltak. Az első altípus afféle technológiai kísérletre használta a kibővített küldetést: be kellett bizonyítani, hogy a holdkomp hajszálpontosan képes leszállni egy előre meghatározott ponton (azaz a kutatni kívánt geológiai nevezetesség közelében). A másik altípus pedig a hajszálpontos leszállás képességének ismeretében a geológiailag érdekes leszállóhelyekre vezetett kutatóexpedíció volt.
Később, 1970-71-ben az Apollo–program lerövidítése, valamint a legyártott hardver egy részének más irányú felhasználása miatt az ötből két küldetést töröltek.
Az első H típusú küldetés a második holdra szállás, az Apollo–12 volt. Ez a repülés a küldetéstípus azon alváltozata volt, amellyel a hajszálpontos leszállás képességét kívánta igazolni a NASA. A cél teljesítése tökéletesen sikerült. Az 1969. november 14-én startoló űrhajóban Pete Conrad parancsnok, Dick Gordon, a parancsnoki egység pilótája és Alan Bean holdkomppilóta indult, hogy ketten leszálljanak a Viharok Tengerén kijelölt célpont, egy 31 hónappal korábban a Holdon leszállt űrszonda, a Surveyor–3 mellett. Az Intrepid hívójelű holdkomp 155 méterre a szonda mellett ért le a holdfelszínre, ezzel teljesítve a fő célkitűzést. Az űrhajósok – a H küldetés átalakított menetrendje szerint – két holdsétát tettek, amelyek során kihelyezték a megduplázott mennyiségű műszerből álló eszközcsomagot, majd talajmintákat vettek és egy alkatrészt visszahoztak a Földre a holdszondáról.
A második ilyen típusú repülés az Apollo–13 volt. Ez az expedíció azonban egy baleset miatt nem érte el a Holdat. Az oda vezető út nagyjából háromnegyedénél egy robbanás történt a parancsnoki űrhajóban, amely életveszélybe sodorta Jim Lovell parancsnokot, Jack Swigertet, a parancsnoki egység pilótáját és Fred Haise holdkomppilótát. A műszaki hiba megoldására szervezett mentőakció sikerrel járt, az űrhajósok holdkompba költöztetésével, rendkívüli takarékossággal és az űrhajók használatának teljes átszervezésével megmentették az űrhajósokat. Az űrhajó megkerülte a Holdat, ám a felszíni kutatások tapasztalatait nem sikerült gyarapítani az expedícióval.
A harmadik, egyben utolsó H típusú repülés az Apollo–14 volt. Alan Shepard parancsnok, Stu Roosa, a parancsnoki modul pilótája és Ed Mitchell holdkomppilóta 1971. január 31. – február 9. között teljesítették a küldetésüket, leszálltak a Holdon, a Fra Mauro formációnál, egy friss kráter, a Cone kráter mellett. Az űrhajósok két holdsétát tettek, hasonlóan az Apollo–12-höz, és mintákat gyűjtöttek a leszállóhelyen. Repülésükkel lezárult a Hold gyalogos felfedezése.

## I típusú repülés

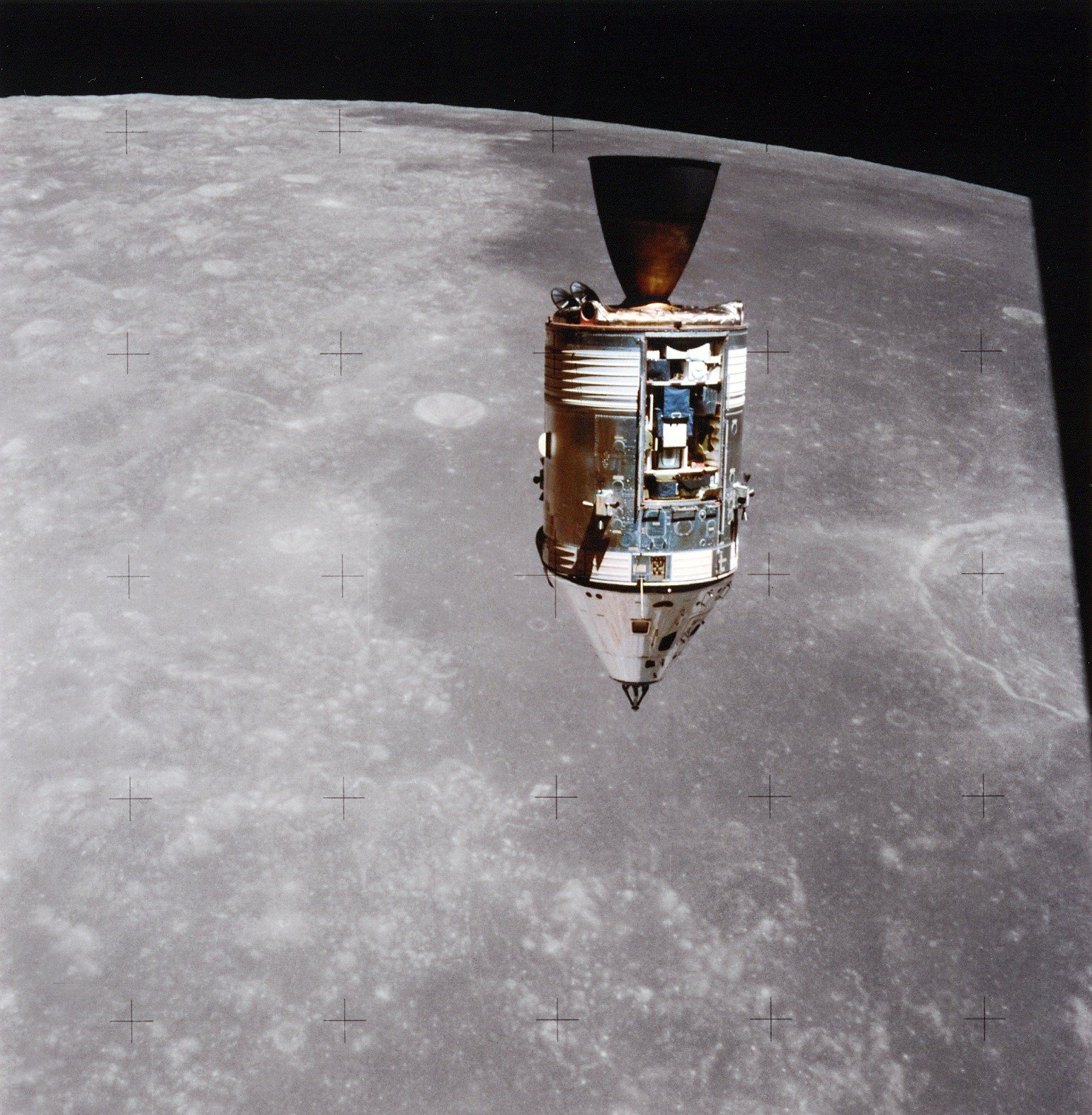
Az Apollo–15 Endeavour nevű parancsnoki hajója az oldalába épített műszerrekeszt fordítja felénk, amellyel az I típusú repüléseket váltották ki

Holdra szállás nélküli repülés, Hold körüli pályáról történő globális tudományos megfigyelésekkel
A felszínre leszálló küldetések mellett a NASA egy Hold körüli pályán végrehajtott expedíciótípust is kívánt indítani. Tette mindezt azért, mert a leszállóegységek csak lokális – kis, sokszor elszigetelt területeket elérő – kutatásokat tettek lehetővé, a globális megfigyelések (pl. az ásványi anyagok előfordulására, vagy az égitest mágneses vagy gravitációs terére vonatkozóan) nem voltak lehetségesek. Ezért egy olyan küldetéstípust vezetett be a rendszerbe az űrhivatal, amelyben egy csak parancsnoki egységgel végzett repüléssel, a Hold körüli pályáról végezhettek méréseket az űrhajósok.
A program előrehaladtával azonban ezt a küldetéstípust törölték, illetve teljesen átalakították. Abból a felismerésből, hogy a felszínen dolgozó társaira várakozó parancsnokiegység-pilóta tudományos szempontból lényegében tétlen, inkább ennek a kapacitásnak a felhasználhatóságát kezdték vizsgálni, majd a független I repülést beolvasztották a normál leszálló küldetések programjába. Az új elképzelés szerint a parancsnoki hajó műszaki egységének üres tereibe építettek műszereket és ezekkel végezte el a globális megfigyeléseket a parancsnoki modul pilótája. Az I repülés így három expedíció – az Apollo–15, az Apollo–16 és az Apollo–17 – kutatási betétprogramjává vált, önállóan ilyen típusú küldetés nem indult.

## J típusú küldetés

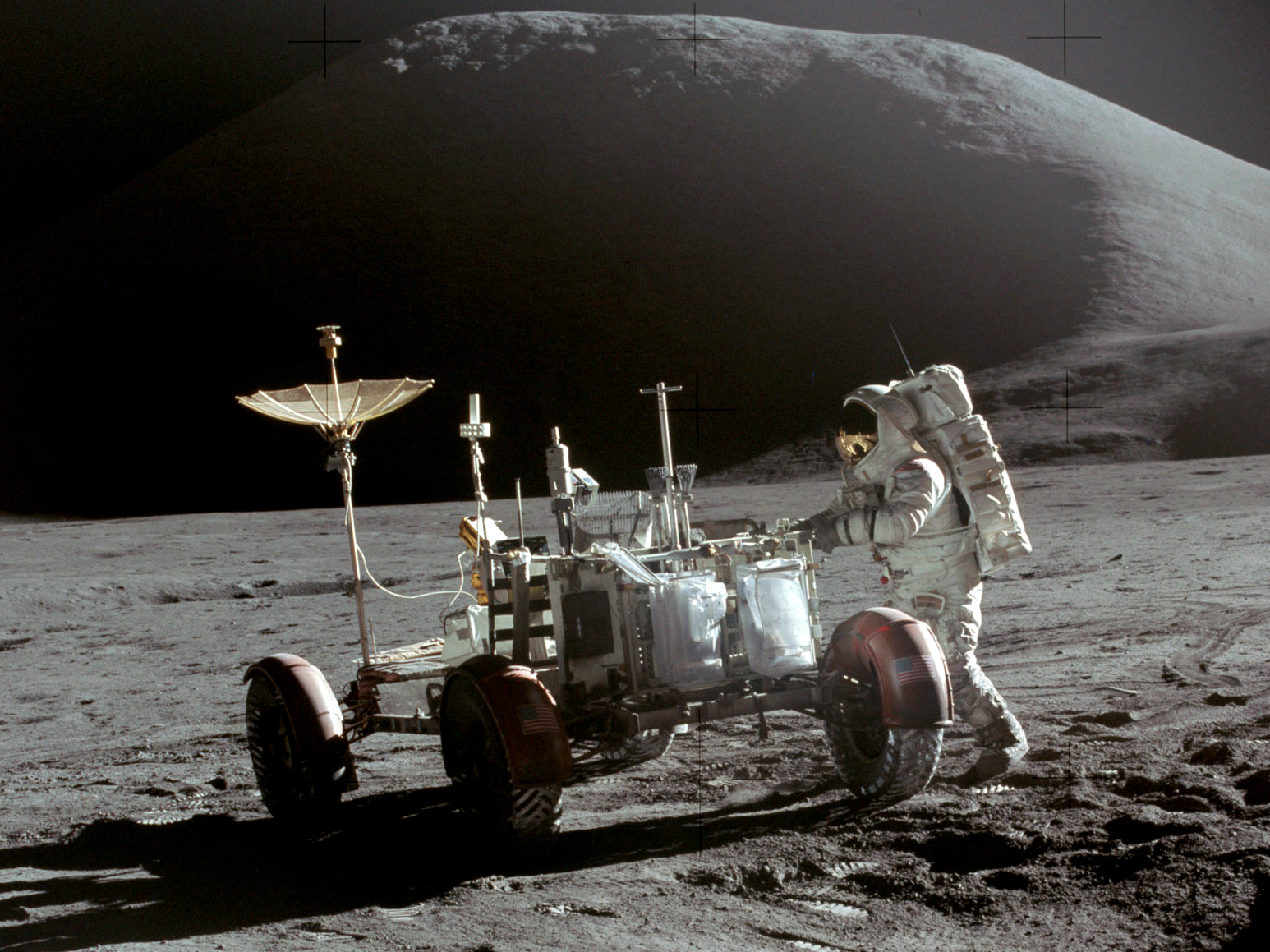
Jim Irwin és a LRV az Apollo–15 expedíción

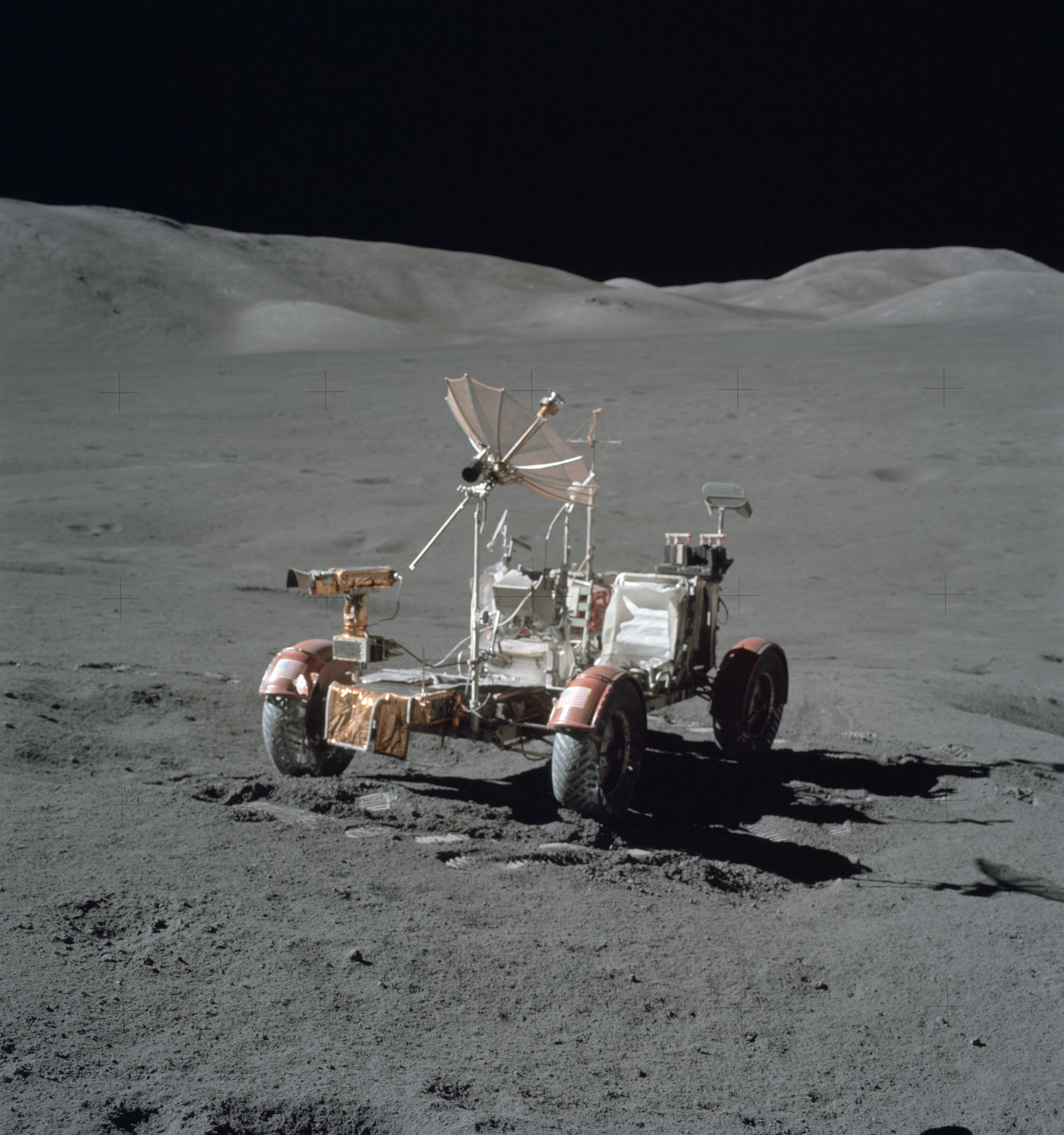
Az utolsó holdjáró a végső parkolóhelyén

Tovább bővített, tudományos célú leszállás a Holdon, holdjáró alkalmazása és három, megnövelt idejű holdséta teljesítése
A J típusú repülés a terv legutolsó fejlődési lépcsője, amely egy újabb kulcsfontosságú eszköz, a holdjáró programba illesztésével, valamint a már meglévő eszközök továbbfejlesztésével, kapacitásuk növelésével a geológiai kutatások lehető legnagyobb kiterjesztését célozta. A holdjáró olyan mozgékonyságot nyújtott a kutató űrhajósoknak, amely megsokszorozta a megvizsgálható terület nagyságát, valamint az összegyűjthető minták mennyiségét, emellett feleslegessé tette a hajszálpontos leszállást is, mivel az LRV rövid idő alatt kompenzálta egy esetleges pontatlan leszállást (lehetővé téve a geológiailag bonyolultabb helyszínek meglátogatását). A jármű alkalmazása mellett a legnagyobb tervezett változás a holdkomp tárolókapacitásának megnövelése volt, amellyel a korábbi két, egyenként 3,5-4 órás holdséta helyett immár három, 7-8 órás űrhajón kívüli tevékenység vált lehetővé. A nagyobb megtehető távolság, párosulva a kutatással tölthető idő növekedésével komoly geológiai kutatásokat tett lehetővé.
Az első J típusú küldetés az Apollo–15 volt, amelyet eredetileg még H típusúnak terveztek, ám a program 1970-71-es újragondolása, az utolsó három repülés törlése után átsorolták a fejlettebb kategóriába. Az átszervezések miatt a legénységi kiképzésen kellett változtatni először, az űrhajósok átvették az eredeti tervek szerinti első J legénységtől a holdjáró földi tesztelésének befejezését, illetve az ugrásszerűen megnövekedett geológiai kutatási program miatt sokkal átfogóbb geológiai kiképzésen estek át. Dave Scott parancsnok, Al Worden, a parancsnoki modul pilótája és Jim Irwin holdkomppilóta repülésére 1971. július 26. – augusztus 7. között került sor. A leszállóhely, a Mare Imbriumon, az Apenninnek hegylánc Hadley hegytömbje mellett, egy kisebb völgyben volt. Az összetett geológiai formációnál a holdjáró kitűnően vizsgázott – a kormányrendszer egy kisebb hibáját leszámítva –. Az űrhajósok 2 nap 18 óra 54 perc időt töltöttek a holdfelszínen, ebből 18 óra 34 perc 46 másodpercet töltöttek az űrhajón kívül. A holdjáróval összesen 27,9 kilométert tettek meg (összehasonlításul, a gyalogosan megtett legnagyobb táv az Apollo–14-en 4 km volt). A geológiai kutatások hatékonyságának növekedése miatt a fejlesztések (a J típus bevezetése) rendkívül jó döntésnek bizonyultak.
A második repülés ebből a típusból az Apollo–16 volt. John Young parancsnok, Ken Mattingly, a parancsnoki modul pilótája és Charlie Duke holdkomppilóta 1972. április 16. – április 27. közötti expedícióján a Hold legősibb felföldjeinek egyikén szálltak le, a Descartes kráter melletti térségben. A parancsnoki modul kisebb hibája miatt az expedíciót kissé lerövidítették – a holdfelszíni kutatási programot viszont nem kurtították meg –, az elsődleges kutatási célt azonban nem sikerült teljesíteni a téves előzetes célpontfelmérés miatt. A holdjáró ezúttal teljesen hibátlan teljesítményt nyújtott. A küldetésen a holdfelszínen tartózkodás és a gyűjtött kőzet- és talajminták mennyiségét megdöntötték az űrhajósok.
A harmadik és egyben utolsó J típusú, sőt legutolsó Apollo repülés az Apollo–17 volt. Erre a repülésre a legénységben helyet kapott egy tudós – egy geológus –, Jack Schmitt mint holdkomppilóta. Gene Cernan parancsnokkal és Ron Evans parancsnokimodul-pilótával kiegészülve ez a legénység repülte a legteljesebb, minden korábbi rekordot megdöntő expedíciót. Az utolsó holdfelfedező-út 1972. december 7. – december 19. között zajlott le, amelynek során az America hívójelű holdkomp a Mare Serenitatis Taurus-Littrow régiójában szállt le egy kisebb völgyben. A leszállóhely geológiailag olyan összetett terepnek bizonyult, hogy a későbbiekben csak, mint a „Geológusok paradicsoma” emlegették. A három holdséta során 35,7 kilométernyi utat tettek meg az űrhajósok a holdjárójukkal, rekordmennyiségű, 50,1 kg-nyi kőzetmintát gyűjtve. A rekordok küldetése méltó lezárása volt a J típusú küldetéseknek, a gondosan felépített betűrendnek, az egész holdprogramnak.

### Magyar irodalom
- Dancsó Béla: Holdséta – A Holdra szállás története, Novella Kiadó Kft, Budapest, 2004. ISBN 978-963-9442-24-5

### Külföldi irodalom
- Andrew Chaikin: A Man on the Moon, Time-Life Books, Alexandria (Virginia), 1999. ISBN 0-7835-5675-6

### Magyar irodalom
- Dr. Mészáros István:KIS LÉPÉS EGY EMBERNEK... – Sulinet

### Külföldi irodalom
- William David Compton: Where No Man Has Gone Before: A History of Apollo Lunar Exploration Missions – online könyv (angol nyelvű oldal)
- Courtney G Brooks, James M. Grimwood, Loyd S. Swenson: Chariots for Apollo: A History of Manned Lunar Spacecraft – online könyv (angol nyelvű oldal)